# Miejski Zakład Komunikacji w Starogardzie Gdańskim
Miejski Zakład Komunikacji w Starogardzie Gdańskim (MZK Starogard Gdański) − główny operator komunikacji miejskiej w Starogardzie Gdańskim.

## Historia

### Początki MZK
Próby zorganizowania komunikacji miejskiej w Starogardzie Gdańskim sięgają lat 50. XX wieku; wtedy właśnie tego zadania podjął się starogardzki PKS, jednakże brak dostatecznie dużej ilości taboru oraz wysokie opłaty za przejazd spowodowały upadek przedsięwzięcia.
Do pomysłu utworzenia komunikacji miejskiej powrócono podczas Grudnia '70; na fali strajkowych postulatów mieszkańcy zaczęli ponawiać stawiane od wielu lat wnioski w tej sprawie.
W kwietniu 1971 z inicjatywy władz powiatu starogardzkiego odbyła się w Tczewie (w Powiatowej Miejskiej Radzie Narodowej) narada, na której podjęto decyzję o otwarciu z dniem 1 lipca 1971 starogardzkiego oddziału MPK Tczew.
Jako bazę wybrano obiekty po Zawodowej Straży Pożarnej oraz Zakładzie Oczyszczania Miasta przy ul. Kościuszki 18. Maj i czerwiec minęły na adaptacji tego terenu oraz na naborze pracowników - zatrudniono:
- 17 kierowców,
- 17 konduktorek,
- 11 pracowników warsztatu,
- 6 pracowników umysłowych,
- 5 osób służby pomocniczej.

Kierownikiem starogardzkiego oddziału MPK został Jan Kotowski.
Tabor stanowiły Sany H100, dostarczone przez Wojewódzkie Zrzeszenie Gospodarki Komunalnej w Gdańsku. Z planowanych początkowo 12 wozów dotarło tylko 10, w tym 3 po kapitalnym remoncie (wycofane z Gdańska). 8 z nich kursowało po mieście, a 2 stanowiły rezerwę. Cenę biletów (bez zniżek i stref) wyznaczono na 1,50 zł. Standardowa częstotliwość kursowania autobusów - co 15 minut, w szczycie - co 10 minut.
Pierwsze linie:
- 11 - Kocborowo - Plac 1 Maja (później Rynek)
- 12 - Dworzec PKP - POM
- 13 - Dworzec PKP - Jabłowska
- 14 - Plac 1 Maja - Jabłowska

Istniały również plany utworzenia połączenia z Tczewem (9 kursów w dni powszednie, 2 kursy w niedziele i święta).
W sierpniu 1971 do Starogardu dotarł 11 autobus, który skierowano jako 3 brygadę na najbardziej zatłoczoną linię 12.
Łączna długość linii wynosiła 16,5 km.

### Lata '70
Dzięki zwiększeniu taboru do 12 autobusów, w 1972 uruchomiono linię 15; kursowała ona na trasie: Dworzec PKP - Nowa Wieś-Cegielnia.
 Linie w 1972:
- 11 - Kocborowo (w późniejszym okresie Żabno) - Kościuszki
- 12 - Dworzec PKP - POM - Przylesie (w późniejszym okresie)
- 13 - Dworzec PKP - Przedmieście - Owidz[c]
- 14 - Dworzec PKP - Zakład Energetyczny - Hermanowo (w późniejszym okresie)
- 15 - Dworzec PKP - Nowa Wieś-Cegielnia

W 1973 w mieście jest już 20 autobusów, co umożliwia zasilenie wszystkich linii. Dzięki uruchomieniu linii 15 długość tras zwiększyła się do 22,2 km.
W starogardzkim oddziale MPK zatrudnionych jest 103 pracowników; uczniowie są przyjmowani na praktyczną naukę zawodu. Na stanowisku kierownika oddziału nastąpiła zmiana - Jana Kotowskiego zastąpił Fryderyk Krupski.
W 1974 otwarto nową linię - 16; kursowała ona na trasie: Szpital Rejonowy - 6 Marca (obecnie al. Armii Krajowej).
W 1975 przewoźnik został włączony (jako oddział) do WPK Gdańsk.
W tym samym roku uruchomiona została kolejna linia - 17; kursowała ona na trasie: Stadnina - 6 Marca.
15 lutego 1976 na trasę wprowadzony został pierwszy Autosan H9-35, przez co liczba posiadanych autobusów wzrosła do 24 sztuk. W tym samym roku uruchomiono linię 21; kursowała ona na trasie: Dworzec PKP - Janowo - Owidz.
W 1977 liczba autobusów wzrosła do 27 wozów. W 1980 roku długość wszystkich linii wynosiła 44,9 km, natomiast trasy obsługiwano 38 autobusami (były to już wyłącznie Autosany H9-35).
Linie w 1980:
- 11 - Żabno - Kościuszki
- 12 - Dworzec PKP - POM - Przylesie
- 13 - Dworzec PKP - Przedmieście - Owidz
- 14 - Dworzec PKP - Zakład Energetyczny - Hermanowo
- 15 - Dworzec PKP - Nowa Wieś-Cegielnia
- 16 - Szpital Rejonowy - 6 Marca (obecnie al. Armii Krajowej)
- 17 - Stadnina - 6 Marca
- 21 - Dworzec PKP - Janowo - Owidz (w późniejszym okresie Jabłowo)

### Lata '80
Rok 1981 przyniósł usamodzielnienie się starogardzkiej komunikacji autobusowej - powstał Zakład Komunikacji Miejskiej.
W 1982 powstały 2 nowe linie - 9 (trasa: Dworzec PKP - Koteże) oraz 18 (trasa: Dworzec PKP - Nowa Wieś-Cegielnia). Skierowanie linii 18 do nowowiejskiej Cegielni spowodowało równoczesne skierowanie linii 15 do centrum tej wsi. Po krótkim czasie linię 18 wydłużono do Sucumina, a od 1983 część kursów dojeżdżała do Sumina.
W 1983 został otwarty wiadukt na ul. Gdańskiej, co umożliwiło dotarcie do dzielnic miasta, które do tej pory nie były obsługiwane przez autobusy ZKM. Z dniem otwarcia przez wiadukt zaczęły jeździć linie 11 i 13; linia 13 miała pętlę tuż za wiaduktem, przy Zakładzie Mebli Okrętowych "Famos", natomiast linia 11 została skierowana przez ul. Derdowskiego na swą dotychczasową pętlę na Żabnie (przez to posunięcie większość mieszkańców "Działek Kocborowskich" na autobus musiało zacząć chodzić przez pole na ul. Derdowskiego).
Rosnąca w szybkim tempie liczba mieszkańców Łapiszewa spowodowała korektę linii 13, która (począwszy od wiaduktu) zaczęła stanowić krótszy wariant linii 11 - pętla linii 13 znajdowała się przy ul. Kryzana (w pobliżu miejsca, w którym pierwszą pętlę miała linia 11).
W 1983 została stworzona linia 23 (trasa: Dworzec PKP - Kolincz).
W 1984 pojawiły się 4 nowe linie: 10 (trasa: Pomorska - Linowiec), 19 (trasa: Żabno - Przedmieście), 20 (trasa: Pomorska - Okole - Krąg) oraz 22 (trasa: Koteże - Kokoszkowy).
Linie w 1984:
- 9 - Dworzec PKP (w późniejszym okresie Kryzana) - Koteże
- 10 - Pomorska - Linowiec
- 11 - Żabno - Kościuszki
- 12 - Dworzec PKP - POM - Przylesie
- 13 - Dworzec PKP - Przedmieście - Owidz
- 14 - Dworzec PKP - Zakład Energetyczny - Hermanowo
- 15 - Dworzec PKP - Nowa Wieś
- 16 - Szpital Rejonowy - 6 Marca
- 17 - Stadnina - 6 Marca
- 18 - Dworzec PKP - Nowa Wieś-Cegielnia - Sucumin - Sumin (w późniejszym okresie)
- 19 - Żabno - Przedmieście (w późniejszym okresie Szkoła Podstawowa nr 8)
- 20 - Pomorska - Okole - Krąg
- 21 - Dworzec PKP - Janowo - Jabłowo
- 22 - Koteże - Kokoszkowy - Ciecholewy (w późniejszym okresie)
- 23 - Dworzec PKP - Kolincz - Klonówka (w późniejszym okresie)

Dzięki powstaniu nowych linii zostały zlikwidowane wszystkie luki w ich numeracji.
W 1985 uruchomiona została pierwsza i dotychczas jedyna w historii miasta linia nocna o numerze 50. Trasa była skomplikowana, na przeważającej części przebiegała jednokierunkowo. Autobusy zaczynały swoją trasę na os. Kopernika, później al. Jana Pawła II, ul. Hallera oraz ul. Traugutta docierały na Dworzec PKP, skąd jechały dalej ul. Skorupki i ul. Gdańską do pętli na Żabnie. Autobusy wracały na os. Kopernika: ul. Kolejową, al. Niepodległości oraz ul. Lubichowską. Linia nie przyjęła się wśród mieszkańców i po niecałym roku funkcjonowania została zlikwidowana.
Z dniem 1 maja 1989 Zakład Komunikacji Miejskiej w Starogardzie Gdańskim został przekształcony w Miejskie Przedsiębiorstwo Komunikacji.

### Korekty tras linii na przestrzeni lat
Od momentu powstania MZK doszło do wielu korekt tras starych, jak i nowych linii.
W latach 70. autobusy przestały przejeżdżać przez al. Wojska Polskiego, z której stworzono deptak.
Autobusy mające pętlę na Dworcu PKP zostały skierowane z ul. Kolejowej na ul. Gdańską (były to linie: 12, 13, 14; sama pętla została przeniesiona o ok. 100 metrów w pobliże Dworca PKS), a już wkrótce (w związku z budową wiaduktu nad torami kolejowymi) nastąpiły kolejne zmiany. Linia 12 zaczęła jeździć przez ul. Traugutta (wcześniej jeździła przez ul. Gdańską), z której została zdjęta linia 14, którą przeniesiono na trasę: ul. Zielona, ul. Norwida, ul. Harasa (obecnie ul. Kanałowa). Linia 13 zaczęła jeździć "w drugą stronę", tzn. od Dworca PKP w kierunku Polmosu przy ul. Skarszewskiej.
W późniejszym czasie linia 11 została wydłużona do Żabna, natomiast część kursów linii 14 zaczęła dojeżdżać do Hermanowa (ul. Prusa).
Większość linii została przeniesiona z okolic bazy na ul. Kościuszki na ul. Pomorską.
Linia 21 została skierowana do Jabłowa, jednocześnie przeniesiono ją z trasy przez Rynek na al. Niepodległości i ul. Jagiełły (z wjazdem do Szpitala Rejonowego).
Część kursów linii 12 skierowano do pętli na Przylesiu.
Istotną korektę przeszła również trasa linii 19, która to linia kilka miesięcy po powstaniu została skierowana w rejon os. Konstytucji 3 maja i ul. Juranda ze Spychowa. Dzięki temu posunięciu linia ta zaczęła spełniać niejako funkcję szkolną dowożąc dzieci z Żabna i Łapiszewa do Szkoły Podstawowej nr 8 (obecnie PSP nr 1). Linia 19 stała się również najważniejszą linią w mieście, o największym przewozie pasażerskim, a tym samym największej częstotliwości (kurs co 8 minut).
Wraz ze zmianą trasy linii 19 wydłużono trasę linii 22 do Ciecholew, a trasę linii 9 do pętli przy ul. Kryzana.

### Lata '90
W latach 90. następowały kolejne korekty tras linii; oto linie autobusowe i ich trasy w 1995:
Linie w 1995:
- 8 - Dworzec PKP - Rywałd - Brzeźno Wielkie - Zduny - Szpęgawsk
- 9 - Kryzana - Koteże
- 10 - Kościuszki - Linowiec
- 11 - Kościuszki - Żabno
- 12 - Dworzec PKP - Przylesie
- 13 - Kryzana - Oczyszczalnia - Owidz
- 14 - Dworzec PKP - Hermanowo
- 15 - Dworzec PKP - Nowa Wieś
- 16 - al. Armii Krajowej - Szpital Rejonowy
- 17 - al. Armii Krajowej - Stadnina
- 18 - Dworzec PKP - Nowa Wieś-Cegielnia - Rokocin - Sucumin - Sumin
- 19 - Żabno - Szkoła Podstawowa nr 8
- 20 - Kościuszki - Okole - Krąg
- 21 - Dworzec PKP - Janowo - Jabłowo
- 22 - al. Armii Krajowej - Kokoszkowy - Ciecholewy
- 23 - Dworzec PKP - Oczyszczalnia - Kolincz - Klonówka

Wedle prywatnych opinii starogardzian był to jeden z najlepszych okresów dla MZK. Linie podmiejskie (z wyjątkiem linii 8, która wykonywała 4-5 kursów dziennie) kursowały co godzinę, natomiast linie miejskie kursowały: w godzinach szczytu co 8-9 minut, natomiast poza godzinami szczytu co 18-22 minut.
Radykalna zmiana tego stanu rzeczy nastąpiła w 1996, gdy w związku z planowanym zakupem nowego taboru autobusowego postanowiono zrobić oszczędności. Zlikwidowano linie: 8, 9, 10, 11, 17, 20, 22, natomiast na ich miejsce stworzono linie: 1, 2, 3, 4, 5, 6; nowe linie miały jedne z najdłuższych tras w mieście, przy czym wykonywały tylko kilka kursów dziennie, jeździły tylko w dni robocze lub tylko w dni świąteczne. Istniały także różne warianty starych linii (np. 2 poranne kursy linii 13 oraz 4 poranne kursy linii 18 przedłużone do Dworca PKP).
Linie w 1996:
- 1 - Klonówka - Kolincz - Owidz - Koteże (kursy w dni powszednie poza godzinami szczytu oraz w dni świąteczne)
- 2 - Nowa Wieś - Koteże (kursy w dni robocze w godzinach szczytu)
- 3 - Kryzana - Linowiec - Okole - Krąg (kursy w dni robocze w godzinach szczytu)
- 4 - Sucumin - Sumin - Rokocin - Janowo - Jabłowo (kursy w dni robocze poza godzinami szczytu oraz w dni świąteczne)
- 5 - Stadnina - Kokoszkowy - Ciecholewy
- 6 - Kościuszki - Linowiec - Okole - Krąg (kilka kursów w dni robocze poza godzinami szczytu oraz w dni świąteczne)
- 12 - Dworzec PKP - Przylesie
- 13 - Owidz - Szkoła Podstawowa nr 8 (kursy w dni robocze; w późniejszym okresie 2 poranne kursy do Dworca PKP)
- 14 - Dworzec PKP - Hermanowo
- 15 - Dworzec PKP - Nowa Wieś (częstotliwość kursów została dwukrotnie zmniejszona)
- 16 - al. Armii Krajowej - Szpital Rejonowy
- 18 - Sumin - Sucumin - Rokocin - Szkoła Podstawowa nr 8 (kursy w dni robocze w godzinach szczytu; w późniejszym okresie wszystkie poranne kursy zostały przedłużone do Dworca PKP)
- 19 - Żabno - Szkoła Podstawowa nr 8
- 21 - Jabłowo - Janowo - Kościuszki (kursy w dni robocze w godzinach szczytu)
- 23 - Klonówka - Kolincz - Owidz - Szkoła Podstawowa nr 8 (kursy w dni robocze w godzinach szczytu)

W latach 1997–1998 zostały zakupione nowe autobusy: Neoplan N4009 (10 wozów) oraz Scania CN113CLL (3 wozy).
Zmiany wprowadzone w 1996 utrzymały się do lipca 1998, kiedy zlikwidowano niemal wszystkie linie podmiejskie, co było skutkiem sprzeciwu gminy wiejskiej wobec "macoszego" traktowania tych linii (gmina postanowiła nie płacić za utrzymanie linii podmiejskich i powierzyła wykonywanie przewozów starogardzkiemu PKS).
Zlikwidowane zostały linie: 1, 2, 3, 4, 5, 6, 13, 18, 21 i 23. Powstały 3 nowe linie: 7, 17 i 24.
Wraz ze zmianami linii przeprowadzono korektę trasy linii 16, którą (z powodu bardzo złego stanu ul. Ściegiennego) przekierowano na trasę ul. Jagiełły oraz ul. Nowowiejską, następnie poprzez nowy wjazd do Szpitala, dalej poprzez os. Piastów do nowej pętli na os. Nad Jarem.
W 1999, w związku z wybudowaniem pętli przy ul. Bohaterów Monte Cassino wydłużono drugi koniec linii 16, a pętlę przy al. Armii Krajowej zlikwidowano.

### XXI wiek
W pierwszych latach XXI wieku nie dochodziło do większych zmian i korekt tras linii.
Linie w 2002:
- 7 - Drog-Trans - Przedmieście - Oczyszczalnia (do Oczyszczalni 2 kursy dziennie)
- 12 - Dworzec PKP - Przylesie
- 14 - Dworzec PKP - Hermanowo
- 15 - Dworzec PKP - Nowa Wieś
- 16 - Boh. Monte Cassino - Nad Jarem
- 17 - Stadnina - Boh. Monte Cassino - Koteże (kilka kursów do Boh. Monte Cassino)
- 19 - PSP nr 1 - Żabno
- 24 - PSP nr 1 - Cmentarz Łapiszewo

W latach 2002–2003 3 egzemplarze Jelcza PR110M zostały zmodernizowane i upodobnione do Jelcza 120MM/2.
1 lipca 2004 został wprowadzony program optymalizacji komunikacji:
- uległa zmianie częstotliwość kursowania autobusów - na wszystkich liniach wprowadzono częstotliwość modułową zwiększoną w godzinach pomiędzy 9:30 a 13:30, zmniejszoną rano i wieczorem,
- wprowadzono (oficjalnie) pojazdy niskopodłogowe do rozkładów jazdy linii: 12 i 14,
- linia 12 zaczęła dojeżdżać (częścią kursów) do Koteż,
- trasa linii 17 została skrócona do pętli przy ul. Boh. Monte Cassino,
- linia 24 została zlikwidowana; na Cmentarz Komunalny zaczęła dojeżdżać (częścią kursów) linia 19 (kursy zostały oznaczone jako 19C),
- uruchomiono linie: 25 i 27; linia 25 została stworzona w celu zastąpienia w porach zmniejszonego ruchu pasażerskiego linii 7 i 15, a w porze wieczornej we wszystkie dni tygodnia i wczesnorannej w soboty i niedziele - także linii 17, natomiast linia 27 kursować będzie tylko w dni nauki szkolnej,
- zmieniono format rozkładów tabliczkowych na przystankach.

Linie w 2004:
- 7 - Drog-Trans - Przedmieście
- 12 - Dworzec PKP - Przylesie - Koteże
- 14 - Dworzec PKP - Hermanowo
- 15 - Dworzec PKP - Nowa Wieś
- 16 - Boh. Monte Cassino - Nad Jarem
- 17 - Stadnina - Boh. Monte Cassino
- 19 - Szkoła nr 1 - Cmentarz Łapiszewo - Żabno
- 25 - Drog-Trans - Dworzec PKP - Stadnina
- 27 - Dworzec PKP - Boh. Monte Cassino (kursy tylko w dni nauki szkolnej)

Dane statystyczne na dzień 1 lipca 2004 r. przedstawiają się następująco:
- liczba autobusów: 31
- średnia liczba wozów w ruchu: 24
- liczba przejechanych kilometrów rocznie: 1 621 433 km
- liczba kursów rocznie: 108 527
- liczba kursów: w dzień powszedni - 341, w sobotę - 222, w niedzielę i święta - 193
- liczba przewiezionych pasażerów w 2005: 5 447 504
- długość tras komunikacyjnych: 41,32 km
- długość linii: 82,64 km
- liczba linii: 9 (+ 1 linia sezonowa)
- linia sezonowa: 1 (7,7 km)
- liczba przystanków: 152 (99 słupków, 29 wiat, 24 zadaszenia)
- zatrudnienie: 105 osób

16 października 2006, w związku z remontem wiaduktu na ul. Gdańskiej, linia 19 zaczęła przejeżdżać przez ul. Grunwaldzką i ul. Skarszewską. Jednocześnie ze zmianą trasy linii 19, została uruchomiona linia 0 (bezpłatna) dla mieszkańców terenów pozbawionych dostępu do linii 19; kursowała ona na trasie: Dworzec PKP - Famos.
W 2007 Miejski Zakład Komunikacji zakupił nowe autobusy; były to Solarisy Urbino 10 (6 egzemplarzy).
W czerwcu 2009, po wieloletnich staraniach, oddana została nowoczesna zajezdnia autobusowa przy ul. Tczewskiej 20. Jest ona wyposażona między innymi w stację paliw, myjnie, halę warsztatową oraz pomieszczenia biurowe.
W 2009 z tras zostały wycofane Jelcze PR110M.
We wrześniu 2009, na podstawie umowy MZK z firmą LCD-MEDIA w autobusach zainstalowano 8 monitorów reklamowych, natomiast rok później zainstalowano dodatkowo 15 monitorów; łącznie w starogardzkich autobusach zamontowane są 23 monitory.
W 2010 gmina miejska Starogard Gdański zrealizowała (ze środków unijnych w ramach Regionalnego Programu Operacyjnego dla województwa pomorskiego na lata 2007 – 2013) zakup 11 nowych autobusów. W ramach tego programu we wrześniu 2010 do Starogardu trafiły Mercedesy Citaro (5 egzemplarzy), natomiast w czerwcu 2011 roku MZK otrzymał Mercedesy Conecto (6 egzemplarzy).
Wszystkie zakupione autobusy wyposażone są m.in. w głosowy system informacji pasażerskiej oraz biletomaty.
Wraz z rozpoczęciem obsługiwania kursów przez Mercedesy Conecto, wycofane zostały Autosany H9-35 oraz Scanie CN113CLL; na skutek ich wycofania z ruchu MZK, jako jeden z niewielu przewoźników w Polsce, obsługuje swoje trasy wyłącznie autobusami niskopodłogowymi.
W 2018 roku zakupiono 10 egzemplarzy autobusów marki Autosan Sancity 10LF. Pojazdy są wyposażone w biletomaty, głosowy system informacji pasażerskiej, klimatyzację oraz monitory z informacją pasażerską.
W 2019 roku wprowadzono linię 28 biegnącą spod Starostwa Powiatowego do zakładów AQ w Linowcu. W tym samym czasie delikatnie zmodyfikowano przebieg linii 7 - zaczęła ona przejeżdżać przez ulicę Kociewską w celu skomunikowania nowo powstałego osiedla Zielona Dolina.
Z dniem 1 września 2020 r. wprowadzono zmiany w przebiegu tras niektórych linii: 
- linie 7 i 17 zostały skierowane do osiedla Zielona Dolina, znajdującego się przy ulicy Powstańców Warszawskich,
- linie 15 i 25 zostały zlikwidowane,
- wskutek likwidacji linii 15 i 25, linia 19 została częścią kursów przekierowana do przystanków przy ulicy Borówkowej, Drodze Nowowiejskiej i na Nowej Wsi Rzecznej (w dni powszednie z częstotliwością co 60 minut, w weekendy i święta co 90 minut jedynie na pętlę przy Drodze Nowowiejskiej).

Linie w 2020:
- 7 - Przedmieście - Os. Zielona Dolina
- 12 - Dworzec PKP - Przylesie - Koteże
- 14 - Dworzec PKP - Kochanki - Hermanowo
- 16 - Boh. Monte Cassino - Droga Nowowiejska-Rzeczna - Nowa Wieś Rzeczna
- 17 - Os. Zielona Dolina - Dworzec PKP - Stadnina
- 19 - Żabno - Cmentarz Łapiszewo - Szkoła nr 1 - Zblewska-Borówkowa/Droga Nowowiejska-Rzeczna/Nowa Wieś Rzeczna
- 27 - Dworzec PKP - Przedmieście
- 28 - Kościuszki-Starostwo - Linowiec AQ

6 lutego 2023 r., w kilka dni po wprowadzeniu nowego cennika biletów jednorazowych i okresowych, przebieg układu komunikacji miejskiej ponownie uległ zmianie wraz z rozkładem jazdy:
- zlikwidowana została linia 17, a zmianie lub korekcie trasy uległy linie 7, 14, 16 i 19,
- linia 7 została przekierowana na Dworzec PKP i Stadninę, a linia 16 na osiedlę Zielona Dolina przez Dworzec PKP, gdzie kończyła swój kurs jednym kursem w niedziele i święta, co było podyktowane likwidacją linii 17,
- linia 14 przejęła obsługę pętli przy ulicy Bohaterów Monte Cassino. Dodatkowo, w weekendy linia 14 odbywa dodatkowe kursy na Stadninę (w soboty z częstotliwością co 120 minut, a w niedziele i święta co 180 minut),
- kursy linii 19 na pętlę przy Drodze Nowowiejskiej zostały wydłużone do Nowej Wsi Rzecznej, natomiast kursy w weekendy i święta odbywające się w dodatkowy kierunek co 90 minut zostały skierowane na przystanek przy ulicy Borówkowej.

Linie po 06.02.2023:
- 7 - Przedmieście - Dworzec PKP - Stadnina
- 12 - Dworzec PKP - Przylesie - Koteże
- 14 - Hermanowo - Stadnina/Kochanki - Dworzec PKP
- 16 - Droga Nowowiejska-Rzeczna - Dworzec PKP - Os. Zielona Dolina
- 19 - Żabno - Cmentarz Łapiszewo - Szkoła nr 1 - Zblewska-Borówkowa/Nowa Wieś Rzeczna
- 27 - Dworzec PKP - Przedmieście
- 28 - Kościuszki-Starostwo - Linowiec AQ

## Tabor

### Czynny
| Typ autobusu                                | Eksploatacja od                             | przewóz osób na wózkach                     | Liczba | Numery Taborowe |
| ------------------------------------------- | ------------------------------------------- | ------------------------------------------- | ------ | --------------- |
| Mercedes Conecto                            | 2011                                        | przewóz osób na wózkach                     | 6      | 106-111         |
| Mercedes O530K                              | 2010                                        | przewóz osób na wózkach                     | 5      | 101-105         |
| Solaris Urbino 10                           | 2007                                        | przewóz osób na wózkach                     | 6      | 501-506         |
| Autosan Sancity 10LF                        | 2018                                        | przewóz osób na wózkach                     | 11     | 301-311         |
| Udział autobusów niskopodłogowych we flocie | Udział autobusów niskopodłogowych we flocie | Udział autobusów niskopodłogowych we flocie | 100%   |                 |

MZK Starogard Gdański posiada również jeden egzemplarz Autosana H9-35, który pełni rolę pogotowia technicznego.

### Wycofany
| Typ autobusu    | Eksploatacja od | Eksploatacja do | przewóz osób na wózkach | Liczba |
| --------------- | --------------- | --------------- | ----------------------- | ------ |
| Autosan H9-35   | 1976            | 2011            |                         | 0/14   |
| Jelcz PR110M    | 1991            | 2009            |                         | 0/4    |
| Neoplan N4011NF | 2008            | 2011            | przewóz osób na wózkach | 0/1    |
| Scania CN113CLL | 1997            | 2011            | przewóz osób na wózkach | 0/3    |
| Neoplan N4009   | 1998            | 2018            | przewóz osób na wózkach | 0/10   |
| MAN GS NL 202   | 2008            | 2018            | przewóz osób na wózkach | 0/1    |

W latach 2002–2003 trzy egzemplarze Jelcza PR110M zostały wyremontowane i upodobnione do Jelcza 120MM/2.